# Дерево додо
Дерево додо (лат. Sideroxylon grandiflorum), или тамбалакоке, — долгоживущий вид деревьев рода Сидероксилон (Sideroxylon) семейства Сапотовые (Sapotaceae), эндемичный для Маврикия. Дерево додо ценится за свою древесину.

## Вопросы охраны вида
В 1973 году считалось, что этот вид вымирает. Существовали якобы только 13 представителей вида, возраст которых оценивался примерно в 300 лет. Истинный возраст не может быть определён, поскольку дерево додо не имеет годичных колец. Предполагалось, что семена могут прорастать только пройдя через пищеварительный тракт вымерших птиц додо. На сегодня доказано, что это не обязательное условие. Опытным путём установлено, что семена могут прорастать, пройдя через пищеварительный тракт гигантских черепах (обитали на Маврикии, но были там истреблены людьми), либо домашних индеек. На острове обнаружено несколько сотен деревьев этого вида (1991 год), их распространению вредят интродуцированные олени и домашние козы, поедающие молодые растения.
Так как вид считается ценным и очень редким, то лесники и ботаники механическим путём истончают твёрдую оболочку семян, чтобы помочь их прорастанию. Изредка семена могут прорастать и без истирания эндокарпия. Внесён в список охраняемых редких и вымирающих видов растений Маврикия, со статусом «вымирающий» («Endangered»).

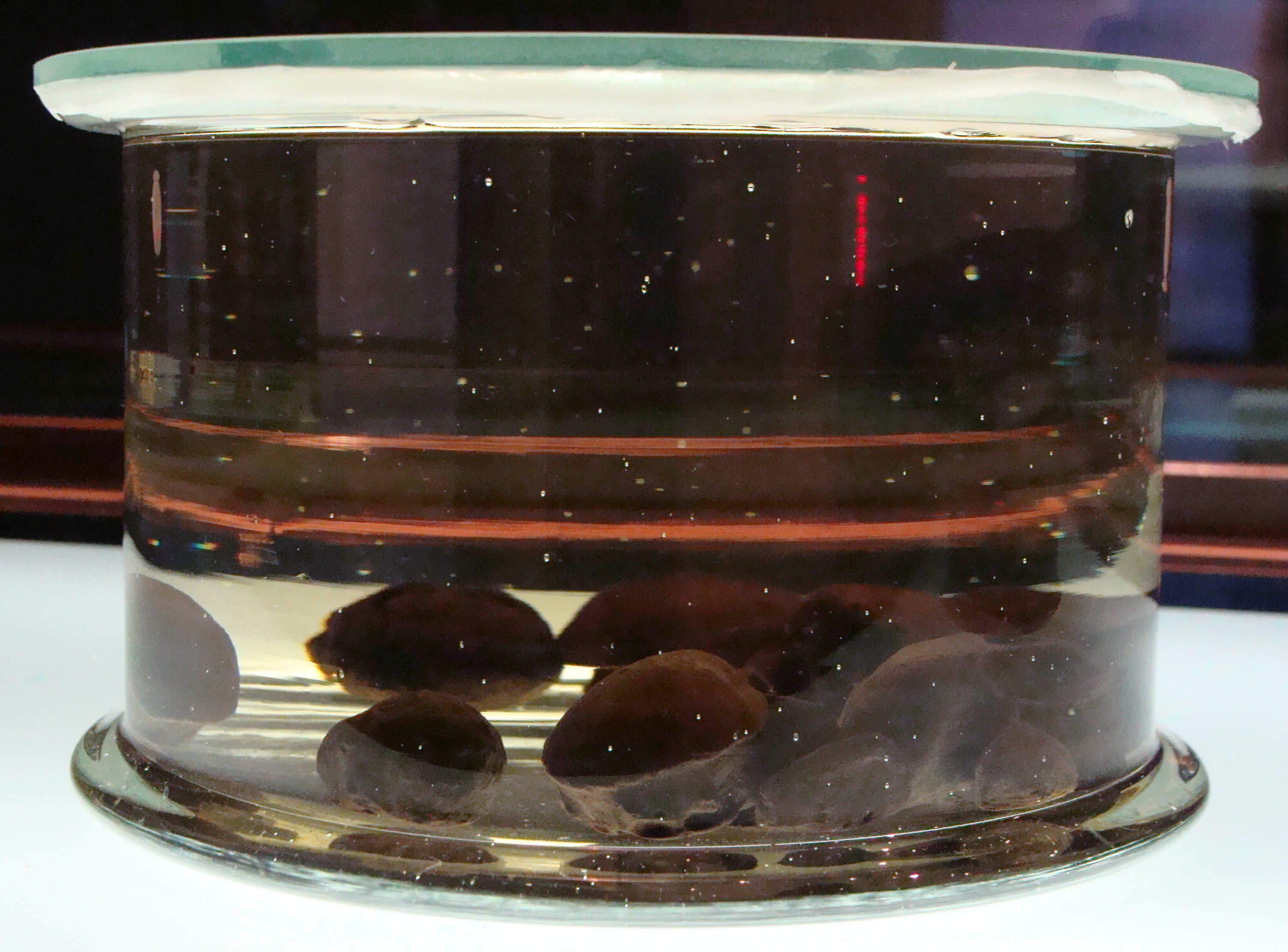
Семена дерева додо